# Loïs Openda
Ikoma Lois Openda (Luik, 16 februari 2000) is een Belgisch voetballer. Hij is een aanvaller en verruilde medio 2023 RC Lens voor RB Leipzig. In juni 2022 maakte hij zijn debuut bij het Belgisch nationaal voetbalelftal.

## Clubcarrière

### Jeugd
Openda werd geboren in Luik uit een Marokkaanse moeder en een Congolese vader. Hij speelde als jeugdspeler vervolgens voor Patro-Othee FC en RFC Liège alvorens naar de jeugd van Standard Luik te verkassen. Zijn talent bleef niet onopgemerkt. Op zijn vijftiende verruilde Openda Standard voor de jeugdacademie van Club Brugge. In februari 2016 tekende hij zijn eerste profcontract. Op 16 mei 2018 verlengde Openda zijn contract met vier seizoenen.

### Club Brugge
Op 10 augustus 2018 maakte hij zijn competitiedebuut tegen KV Kortrijk. Hij viel na 80 minuten in voor Jelle Vossen. Op 19 augustus 2018 kreeg hij mede door de schorsing van Wesley Moraes en de knieblessure van Vossen zijn eerste basisplaats in de uitwedstrijd tegen Antwerp. Zijn eerste doelpunt voor Club Brugge scoorde hij op 3 februari 2019 tegen AA Gent. In zijn eerste seizoen onder Ivan Leko die hem lanceerde kreeg hij veel speelminuten (724 in 28 wedstrijden over heel het seizoen 2018/19). Hierin scoorde in de reguliere competitie één keer, in de playoffs was hij goed voor drie doelpunten waarvan 2 tegen Antwerp. Onder Philippe Clement kreeg hij ook kansen, maar verder dan ‘supersub’ schopte hij het nooit. Dure missers in de Champions League tegen Dortmund en Monaco braken het talent zuur op in Brugge. Na verloop van tijd kreeg hij steeds minder en minder minuten (797 in 25 wedstrijden). Hij scoorde slechts één doelpunt.
In zijn eerste twee seizoenen bij het eerste elftal van Club Brugge speelde Openda 53 wedstrijden in alle competities. Hij scoorde daarin vijf goals en gaf vier assists. Toch besloot Club Brugge hem in de zomer van 2020 aan Vitesse uit te lenen om hem meer ervaring te laten opdoen. Tot dan kon hij zich nooit écht doorzetten.

#### Verhuur aan Vitesse
Openda vormde een koppel met Chelsea-huurling Armando Broja. Met Openda reikte Vitesse tot de finale van de KNVB Beker, maar verloor deze met 2-1 van AFC Ajax. Openda scoorde het enige doelpunt voor de Arnhemmers. In zijn eerste seizoen bij Vitesse was Openda goed voor 13 doelpunten en 5 assists in 38 wedstrijden. Broja en Openda kwamen beiden tot tien competitiegoals. Brugge besloot door een relatief productief seizoen in Nederlandse huurdienst zijn contract tot medio 2023 te verlengen en besliste hem voor nog één seizoen aan Vitesse te verhuren.
In zijn tweede seizoen ontbolsterde Openda volledig. De eerste zeven competitiewedstrijden kwam hij nog niet tot scoren. Hij werd vaak gekoppeld aan Nikolai Baden Frederiksen. Verschillende keren bleek dat de twee in elkaars zone kwamen te lopen, waardoor het er aanvallend onsamenhangend en niet op elkaar ingespeeld uit zag. Op 3 oktober 2021 scoorde hij twee keer tegen Feyenoord. Van dan af was de trein vertrokken. Sinds oktober maakte niemand meer goals in de Eredivisie dan Loïs Openda. Van oktober tot en met december maakte hij negen doelpunten in negen wedstrijden. Opmerkelijk was dat Openda van de zestien duels er slechts vijf nodig had om zijn productie van negen te bereiken. Met zijn snelheid en doelgerichtheid was hij een plaag voor de verdedigers van zijn opponent. Tegen Heracles Almelo was Openda al voor de vierde maal twee keer in één wedstrijd trefzeker. Hij was met een dubbelslag een week eerder ook al trefzeker tegen Cambuur. Tegen Feyenoord en Heerenveen liet hij ook twee maal de netten trillen. Doordat Openda uiteindelijk gekoppeld werd met Thomas Buitink als partner, een harde werker, leek Openda beter tot zijn recht te komen. Op 21 oktober 2021 zorgde Vitesse voor een zeer grote stunt door met 1–0 te winnen van Tottenham Hotspur. Met tien punten uit zes wedstrijden werd Vitesse tweede in de groep, waarmee het Europees overwinterde. Hij speelde hierin een belangrijke rol door twee maal te scoren.
Na het seizoen riep de sportredactie van Omroep Gelderland Openda uit tot Gelders voetballer van het jaar. Door 24 keer te scoren en 6 assists te geven in 50 wedstrijden trok Openda aandacht van buitenlandse clubs. Een terugkeer naar het Jan Breydelstadion zag hij niet goed zitten. Met 18 doelpunten in de Eredivisie eindigde hij ook tweede in de topschuttersstand, na de ongenaakbare Sébastien Haller van kampioen Ajax.

### RC Lens
Begin juli 2022 tekende Openda een contract van vijf jaar bij RC Lens. Lens zou zo'n € 8.500.000,- betalen voor de overgang van de 22-jarige spits, wat een clubrecord is voor de Noord-Franse club. Daar kwamen nog enkele prestatiegerichte bonussen bovenop. Bij Lens moest Openda de opvolger worden van Arnaud Kalimuendo, die terugkeerde naar PSG.
Openda debuteerde in de Ligue 1 met een 3-2 overwinning tegen Brest. Hij startte meteen in de basis. Op de zesde speeldag scoorde Openda tegen Stade Reims voor de vierde keer op rij. Dit was tevens zijn vierde competitiegoal is de eerste zes wedstrijden. Eerder scoorde hij ook al tegen Monaco, Stade Rennes en Lorient. Op 12 maart 2023 scoorde Openda een hattrick in 4 minuten en 30 seconden in de wedstrijd tegen Clermont, en verbeterde daarbij het Ligue 1-record van snelste hattrick in de 21ste eeuw. Hiervoor stond Openda elf wedstrijden droog. In oktober was Openda al een eerste hattrick gelukt tegen Toulouse. Toen maakte hij als invallers drie goals in dertig minuten. Openda brak het record van Moussilou die in 2005 voor Lille drie keer scoorde in vier minuten en 34 seconden. Een week later legde hij terug twee goals in het mandje tegen Angers. Zijn club won de wedstrijd met 3-0. Openda was de eerste speler van Lens die in deze eeuw 14 keer kan scoren in de Ligue 1. In maart 2023 zag Openda zijn goede prestaties bekroond met de trofee voor 'Speler van de Maand'. Hij scoorde in deze periode zes keer in vier matchen. Openda was de vierde Belg die deze eer te beurt viel. Eden Hazard (4 keer), Michy Batshuayi en Guillaume Gillet deden hem dit voor. Op 22 april was Openda tegen Monaco weer belangrijk met twee doelpunten en één assist in zeven minuten. Hiermee had hij een voet in alle doelpunten. Eén speeldag later, op twee mei was Loïs Openda opnieuw matchwinnaar voor Lens met het enige doelpunt tegen Toulouse FC. De volgende wedstrijd scoorde hij de 2-0 tegen Marseille. De wedstrijd eindigde op 2-1. Zo sprong zijn club over Marseille naar de tweede plaats in de competitie. Deze plaats gaf recht op een rechtstreeks Champions League ticket. Bij Lens stond Openda als diepe man, met twee spelers achter hem.
Op het einde van het seizoen kreeg Openda een plekje in 'Frans Team van het seizoen'. Hij werd geflankeerd door PSG-sterren Lionel Messi en Kylian Mbappé. Ook ploegmaats Brice Samba (doelman), Kevin Danso (verdediger) en Seko Fofana (middenvelder) werden opgenomen in dit elftal. Het debuutseizoen van Openda in de Ligue 1 was een serieuze voltreffer. De spits maakte maar liefst 21 competitiegoals, niemand deed ooit beter bij Lens. Openda eindigde daarmee gedeeld vierde in de topschuttersstand. Hij was ook goed voor vier assists. Met zijn doelpunten had hij een groot aandeel in de verrassende tweede plaats van Lens in de Ligue 1. Openda is de vierde Belgische speler die meer dan 20 doelpunten scoorde in een grote competitie. Enkel Romelu Lukaku (bij Inter), Dries Mertens (bij Napoli) en Eden Hazard (bij Lille) gingen hem voor. Op het einde van het seizoen was er interesse van onder meer RB Leipzig, AC Milaan en enkele clubs uit Engeland.

### RB Leipzig
Half juli 2023 versierde Openda een toptransfer naar het Duitse RB Leipzig dat ruim € 40.000.000,- plus bonussen voor hem over had. Hiermee is hij de duurste aankoop in de clubhistorie. De spits tekende er een contract voor vijf seizoenen. Bij Leipzig, vorig seizoen derde in de Bundesliga, kreeg Openda het rugnummer 17. Hij moest de opvolger worden van de Fransman Christopher Nkunku die naar Chelsea FC trok.
Op de eerste speeldag tegen Leverkusen debuteerde Openda voor zijn nieuwe club meteen met een doelpunt. Hij maakte 20 minuten voor einde de aansluitingstreffer, maar kort nadien liet hij een grote kans op de gelijkmaker liggen. De wedstrijd eindige op een 3-2 verlies. Op de tweede speeldag thuis tegen Stuttgart stond hij meteen weer aan het kanon (5-1). Van een geslaagd debuut gesproken.

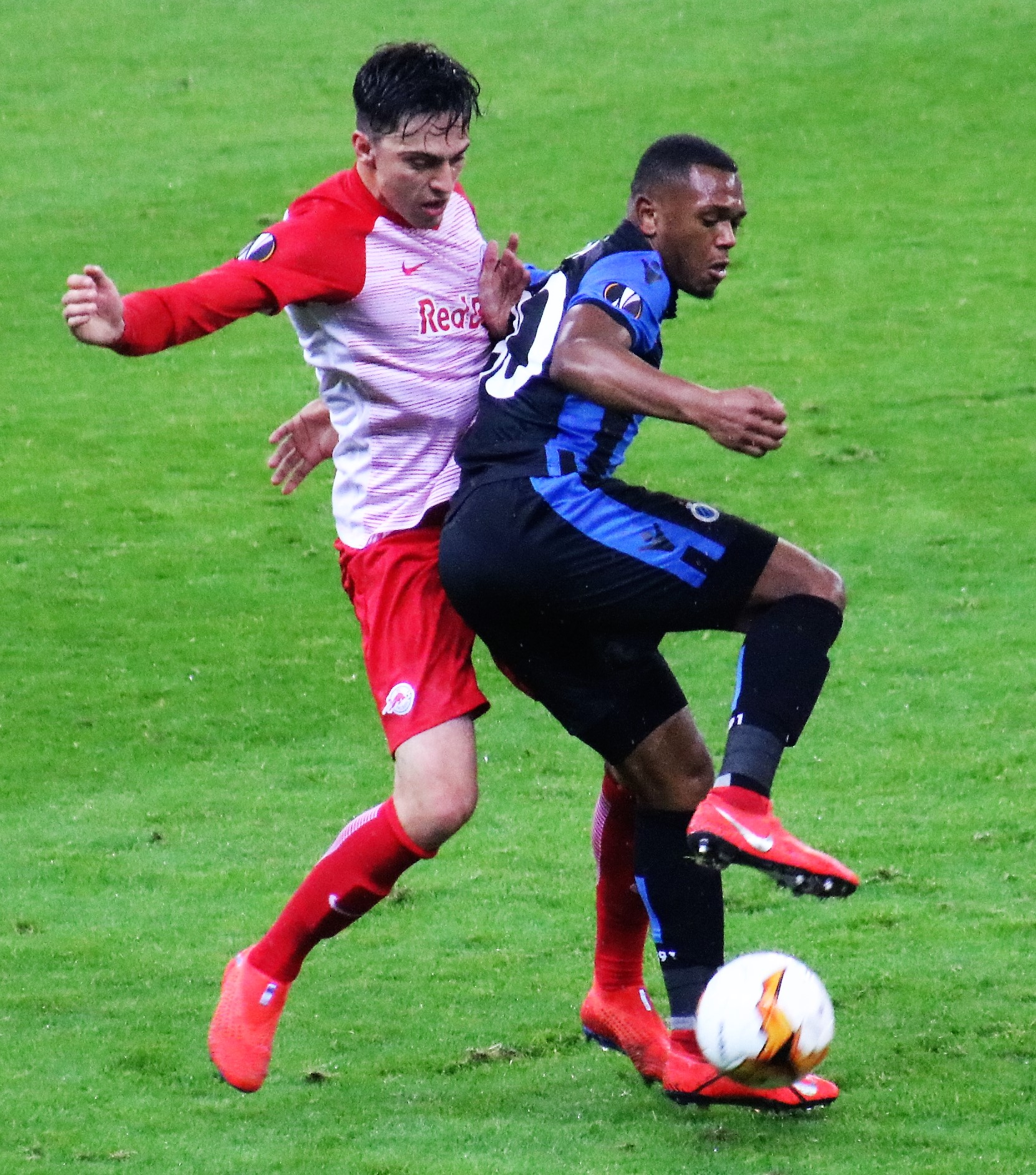
Loïs Openda in een duel tijdens een Europa Leaguewedstrijd tegen Red Bull Salzburg

## Clubstatistieken
| Seizoen     | Club        | Competitie         | Competitie | Competitie | Competitie | Beker | Beker | Beker | Europa | Europa | Europa | Totaal | Totaal | Totaal |
| Seizoen     | Club        | Competitie         | Wed.       | Dlp.       | Ass.       | Wed.  | Dlp.  | Ass.  | Wed.   | Dlp.   | Ass.   | Wed.   | Dlp.   | Ass.   |
| ----------- | ----------- | ------------------ | ---------- | ---------- | ---------- | ----- | ----- | ----- | ------ | ------ | ------ | ------ | ------ | ------ |
| 2018/19     | Club Brugge | Jupiler Pro League | 20         | 4          | 1          | 1     | 0     | 0     | 7      | 0      | 0      | 28     | 4      | 1      |
| 2019/20     | Club Brugge | Jupiler Pro League | 15         | 0          | 0          | 3     | 0     | 1     | 7      | 1      | 2      | 25     | 1      | 3      |
| Club Totaal | Club Totaal | Club Totaal        | 35         | 4          | 1          | 4     | 0     | 1     | 14     | 1      | 2      | 53     | 5      | 4      |
| 2020/21     | → Vitesse   | Eredivisie         | 33         | 10         | 4          | 5     | 3     | 1     | —      | —      | —      | 38     | 13     | 5      |
| 2021/22     | → Vitesse   | Eredivisie         | 37         | 19         | 3          | 2     | 1     | 1     | 11     | 4      | 2      | 50     | 24     | 6      |
| Club Totaal | Club Totaal | Club Totaal        | 70         | 29         | 7          | 7     | 4     | 2     | 11     | 4      | 2      | 88     | 37     | 11     |
| 2022/23     | RC Lens     | Ligue 1            | 38         | 21         | 4          | 4     | 0     | 0     | —      | —      | —      | 42     | 21     | 4      |
| Club Totaal | Club Totaal | Club Totaal        | 38         | 21         | 4          | 4     | 0     | 0     | 0      | 0      | 0      | 42     | 21     | 4      |
| 2023/24     | RB Leipzig  | Bundesliga         | 34         | 24         | 7          | 3     | 0     | 0     | 8      | 4      | 0      | 45     | 28     | 7      |
| 2024/25     | RB Leipzig  | Bundesliga         | 17         | 6          | 7          | 2     | 3     | 0     | 6      | 1      | 2      | 25     | 10     | 9      |
| Club Totaal | Club Totaal | Club Totaal        | 51         | 30         | 14         | 5     | 3     | 0     | 14     | 5      | 2      | 70     | 38     | 16     |
| TOTAAL      | TOTAAL      | TOTAAL             | 194        | 84         | 26         | 20    | 7     | 3     | 39     | 10     | 6      | 253    | 101    | 35     |

## Erelijst
| Landskampioen België | 1x | 2019/20 |
| Belgische supercup   | 1x | 2018    |

## Interlandcarrière
In mei 2022 werd Loïs Openda voor het eerst opgeroepen door bondscoach Roberto Martínez Montoliú voor de Rode Duivels voor vier duels in de UEFA Nations League in de eerste helft van juni. Hij maakte deel uit van een ruime kern van 32 spelers. Ook Amadou Onana was er voor het eerst bij.
Voor de eerste wedstrijd tegen Nederland kon hij echter niet op speelminuten rekenen wegens een schorsing die hij opliep in de kwalificatiecampagne van de U21. Op 8 juni 2022 debuteerde Openda voor de Rode Duivels tegen Polen. Hij viel na 85 minuten in voor Michy Batshuayi. Het werd een droomdebuut, want acht minuten later maakte hij met een echte spitsengoal meteen zijn eerste in het shirt van de Rode Duivels. De wedstrijd eindigde op 6-1. Ook Wout Faes debuteerde in deze wedstrijd. Het snelste doelpunt als debutant was het echter niet. Daarvoor moet Loïs Openda maar liefst vijf spelers voor zich dulden: Axel Witsel, Marvin Ogunjimi, Michy Batshuayi, Geoffrey Claeys en Tom Caluwé. Door 1 keer te scoren in 8 minuten, is Openda wel de speler met het hoogste rendement als Rode Duivel ooit.

#### WK 2022 Qatar
Op 10 november 2022 hakte Martinez de knoop voor de definitieve selectie voor WK 2022 in Qatar door. Lukaku en Batshuayi kennen we als de gebruikelijke nummers 9 van de Rode Duivels, met Openda pakte Martinez er nog één mee. In de enige voorbereidingswedstrijd tegen Egypte pikte hij zijn goaltje mee. Het was zijn tweede goal voor de Rode Duivels in 97 minuten speeltijd. In de eerste groepswedstrijd tegen Canada (1-0 overwinning) maakte hij zijn debuut. Hij viel in voor Batshuayi die de 1-0 binnengetrapt had. In de overige twee groepswedstrijden tegen Marokko (0-2 verlies) en Kroatië (0-0) kwam Openda niet meer in actie.

#### EK 2024 Duitsland
Eind mei 2024 werd Openda door bondscoach Domenico Tedesco opgenomen in de selectie voor het EK 2024 in Duitsland.

## Interlands
| Interlands van Loïs Openda voor België | Interlands van Loïs Openda voor België | Interlands van Loïs Openda voor België | Interlands van Loïs Openda voor België | Interlands van Loïs Openda voor België | Interlands van Loïs Openda voor België |
| No.                                    | Datum                                  | Wedstrijd                              | Uitslag                                | Soort Wedstrijd                        | Doelpunten                             |
| Als speler bij SBV Vitesse             | Als speler bij SBV Vitesse             | Als speler bij SBV Vitesse             | Als speler bij SBV Vitesse             | Als speler bij SBV Vitesse             | Als speler bij SBV Vitesse             |
| -------------------------------------- | -------------------------------------- | -------------------------------------- | -------------------------------------- | -------------------------------------- | -------------------------------------- |
| 1.                                     | 8 juni 2022                            | België – Polen                         | 6 – 1                                  | UEFA Nations League 2022/23            | 90+3'                                  |
| 2.                                     | 11 juni 2022                           | Wales - België                         | 1 – 1                                  | UEFA Nations League 2022/23            | -                                      |
| 3.                                     | 14 juni 2022                           | Polen – België                         | 0 – 1                                  | UEFA Nations League 2022/23            | -                                      |
| Als speler bij RC Lens                 |                                        |                                        |                                        |                                        |                                        |
| 4.                                     | 22 september 2022                      | België – Wales                         | 2 – 1                                  | UEFA Nations League 2022/23            | -                                      |
| 5.                                     | 18 november 2022                       | België – Egypte                        | 1 – 2                                  | Vriendschappelijk                      | 76'                                    |
| 6.                                     | 23 november 2022                       | België – Canada                        | 1 – 0                                  | WK 2022 groepsfase                     | -                                      |
| 7.                                     | 24 maart 2023                          | Zweden – België                        | 0 – 3                                  | Kwalificatie EK 2024                   | -                                      |
| 8.                                     | 28 maart 2023                          | Duitsland - België                     | 2 – 3                                  | Vriendschappelijk                      | -                                      |
| 9.                                     | 17 juni 2023                           | België – Oostenrijk                    | 1 – 1                                  | Kwalificatie EK 2024                   | -                                      |
| Als speler bij RB Leipzig              |                                        |                                        |                                        |                                        |                                        |
| 10.                                    | 9 september 2023                       | Azerbeidzjan – België                  | 0 – 1                                  | Kwalificatie EK 2024                   | -                                      |
| 11.                                    | 12 september 2023                      | België – Estland                       | 5 – 0                                  | Kwalificatie EK 2024                   | -                                      |
| 12.                                    | 13 oktober 2023                        | Oostenrijk – België                    | 2 – 3                                  | Kwalificatie EK 2024                   | -                                      |
| 13.                                    | 15 november 2023                       | België – Servië                        | 1 – 0                                  | Vriendschappelijk                      | -                                      |
| 14.                                    | 19 november 2023                       | België – Azerbeidzjan                  | 5 – 0                                  | Kwalificatie EK 2024                   | -                                      |
| 15.                                    | 23 maart 2024                          | Ierland – België                       | 0 – 0                                  | Vriendschappelijk                      | -                                      |
| 16.                                    | 26 maart 2024                          | Engeland – België                      | 2 – 2                                  | Vriendschappelijk                      | -                                      |
| 17.                                    | 5 juni 2024                            | België – Montenegro                    | 2 – 0                                  | Vriendschappelijk                      | -                                      |
| 18.                                    | 17 juni 2024                           | België – Slowakije                     | 0 – 1                                  | EK 2024 groepsfase                     | -                                      |
| 19.                                    | 26 juni 2024                           | Oekraïne – België                      | 0 – 0                                  | EK 2024 groepsfase                     | -                                      |
| 20.                                    | 1 juli 2024                            | Frankrijk – België                     | 1 – 0                                  | EK 2024 achtste finale                 | -                                      |
| 21.                                    | 6 september 2024                       | België – Israël                        | 3 – 1                                  | UEFA Nations League 2024/25            | -                                      |
| 22.                                    | 9 september 2024                       | Frankrijk – België                     | 2 – 0                                  | UEFA Nations League 2024/25            | -                                      |
| 23.                                    | 10 oktober 2024                        | Italië – België                        | 2 – 2                                  | UEFA Nations League 2024/25            | -                                      |
| 24.                                    | 14 oktober 2024                        | België – Frankrijk                     | 1 – 2                                  | UEFA Nations League 2024/25            | 45+3'                                  |
| 25.                                    | 14 november 2024                       | België – Italië                        | 0 – 1                                  | UEFA Nations League 2024/25            | -                                      |
| 26.                                    | 17 november 2024                       | Israël – België                        | 1 – 0                                  | UEFA Nations League 2024/25            | -                                      |
| 27.                                    | 6 juni 2025                            | Noord-Macedonië - België               | 1 – 1                                  | Kwalificatie WK 2026                   | -                                      |
| Totaal                                 | Totaal                                 | Totaal                                 | Totaal                                 | Totaal                                 | 3                                      |

Bijgewerkt t/m 6 juni 2025.

## Trivia
In oktober 2018 werd Openda veroordeeld tot een geldboete en rijverbod, omdat hij eerder dat jaar rondreed zonder rijbewijs, en wegreed van een politiepatrouille.